# Забобон (повість)
«Забобон. Повість» — книжка-повість Леся Мартовича. Написана у 1911 році в селі Улицьку-Зарубаному на Львівщині.

## Історія видання
Видруковано у Львові накладом Українсько-руської видавничої спілки в 1917 році. Шоста, за ліком, та перша посмертна книга покутського автора складалася з однієї однойменної повісті на 336 сторінок. Книжка вийшла за сприяння Володимира Гнатюка — редактора львівського журналу «Літературно-науковий вісник», а для Української видавничої спілки то була Серія І. № 146.

## Зміст
- Передне слово (Володимира Гнатюка);
- Забобон.